# Blasisaurus
Blasisaurus is een geslacht van plantenetende ornithischische dinosauriërs, behorend tot de groep van de Euornithopoda, dat tijdens het late Krijt leefde in het gebied van het huidige Spanje.

## Naamgeving en vondst
De typesoort Blasisaurus canudoi werd in 2010 benoemd en beschreven door Penélope Cruzado-Caballero, Xabier Pereda-Suberbiola en José Ignacio Ruiz-Omeñaca. De geslachtsnaam verwijst naar de Blasi 1-vindplaats waar het fossiel is opgegraven. De vindplaats wordt sinds 1997 onderzocht. De soortaanduiding eert paleontoloog José Ignacio Canudo.

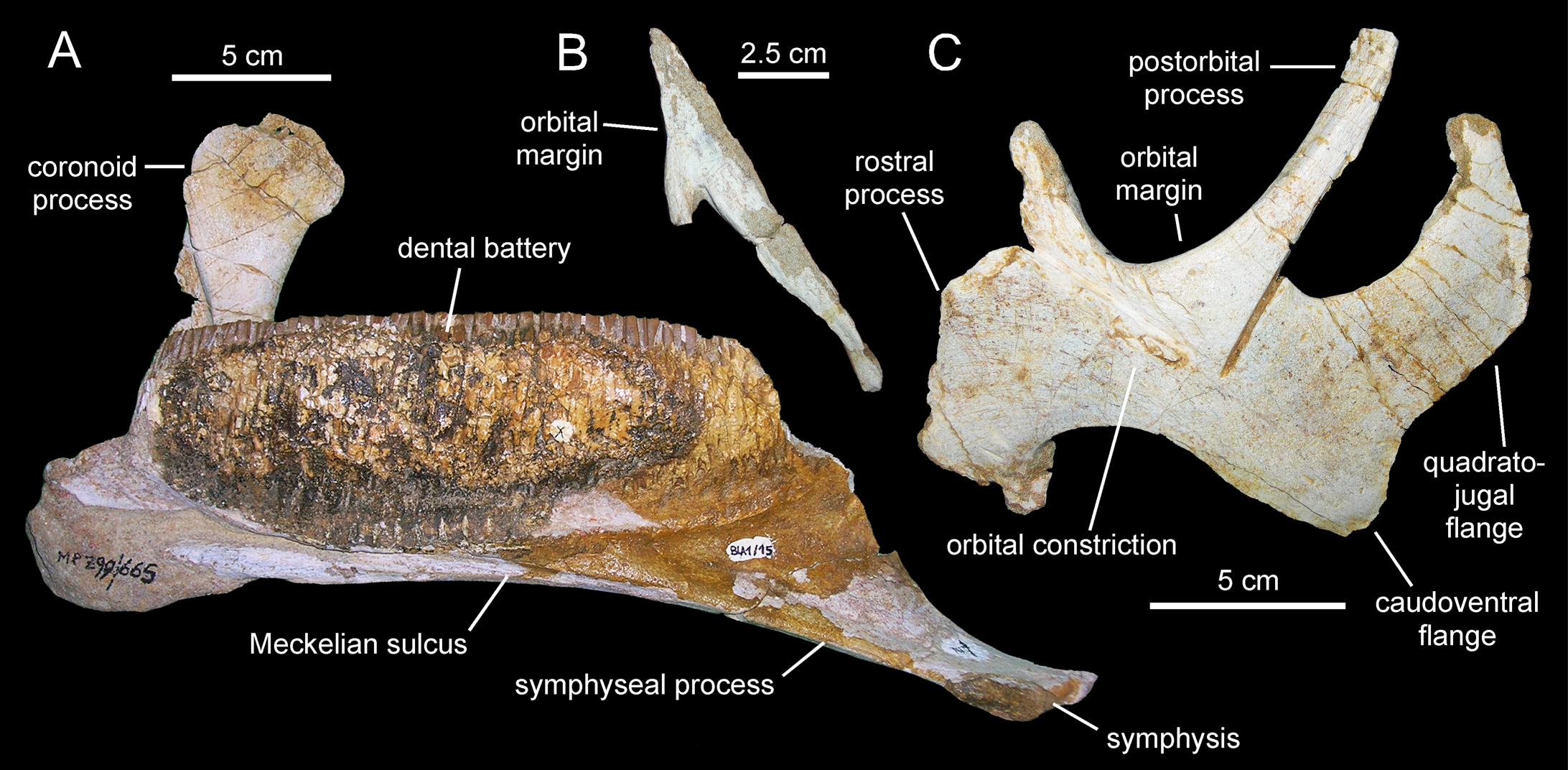
Een onderkaak van Blasisaurus

Het holotype, MPZ99/667, is bij Huesca gevonden in een laag van de Arénformatie die dateert uit het bovenste Maastrichtien, ongeveer 65,5 miljoen jaar oud. Het bestaat uit een fragmentarische schedel met onderkaken.

## Beschrijving
Blasisaurus is een middelgrote euornithopode. De beschrijvers hebben drie onderscheidende kenmerken weten vast te stellen: het jukbeen heeft een achterste uitsteeksel met een haakvormige bovenrand; het jukbeen is zeer kort; het onderste slaapvenster is nauw en D-vormig. Van dezelfde formatie is een verwante soort bekend: Arenysaurus. Dat Blasisaurus hier aan niet identiek is, blijkt uit de vorm de tanden die secundaire richels missen. Van Koutalisaurus verschilt Blasisaurus door een naar beneden gebogen voorkant van de onderkaken.

## Fylogenie
De beschrijvers hebben een exacte kladistische analyse uitgevoerd om de plaats in de stamboom te bepalen. De uitkomst was dat Blasisaurus uitviel als de zustersoort van Arenysaurus. Samen vormden ze een klade die hoger in de Lambeosaurinae geplaatst was dan Tsintaosaurus en Jaxartosaurus. Of deze klade of Amurosaurus het nauwst aan de nog meer afgeleide lambeosaurinen verwant was, viel niet te bepalen. Blasisaurus zou zo de hypothese bevestigen dat in het late Krijt verschillende Hadrosauridae vanuit Azië naar de Europese Archipel gemigreerd zouden zijn, een teken dat nu en dan landbruggen aanwezig moeten zijn geweest.